# تقاسم الموارد عبر الأصول
تقاسم الموارد عبر الأصول هو قابلية طلب موارد مواقع الإنترنت من نطاق آخر غير نطاق تلك الموارد. تتضمن بعض الصفحات صور وتشكيلات سي إس إس ونصوص جافا سكربت ومقاطع الفيديو مأخوذة من مصادر أخرى غير الموقع المقدمة عليه. يمنع تطبيق سياسة المصدر الواحد اشتراك المصادر في الموارد.